# Actephila
Actephila es un género de plantas con flores perteneciente a la familia Phyllanthaceae. Consiste en 15 especie nativas de Australasia.

## Especies seleccionadas
- Actephila australis
- Actephila foetida
- Actephila gitingensis
- Actephila inopinata
- Actephila merrilliana
- Actephila siamensis
- etc.

## Sinónimos
- Anomospermum Dalzell
- Lithoxylon Endl.